# 길기현
길기현(영어: Gihyun Kil, 1994년 6월 1일 ~ )은 대한민국 국적의 현대음악 작곡가, 피아니스트이다.

## 생애
만 8세에 음악교육을 받기 시작하였으며, 만 12세가 되던 해 스스로 작은 피아노 소품을 작곡하였다. 2012년 도독하여 독일 다름슈타트에서 작곡을 전공하였다.

## 학력
- 의왕덕성초등학교
- 의왕부곡중학교
- 한국디지털미디어고등학교
- (독일)다름슈타트음악대학 작곡과

## 작품세계
베토벤, 프로코피예프에 영향을 받아, 고전적인 형식을 기반으로 변형을 추구하며 특히 피아노 음악에 현대적인 연주법을 적극 사용한다. 변칙적이고도 짜임새 있는 리듬의 구성은 국악적 면모를 드러낸다.

## 작품목록

### 피아노
Toccata
Four Preludes
Four Arabesques
Waltz in G# minor

### 실내악곡
Nong-Ak-Mu(농악무) for piano trio